# Franco Scisciani
Franco Scisciani (ur. 8 stycznia 1934 w Civitavecchia, zm. 9 marca 2018 tamże) – włoski bokser, medalista igrzysk śródziemnomorskich w 1955, olimpijczyk.

## Kariera w boksie amatorskim
Zwyciężył w wadze lekkośredniej (do 71 kg) na mistrzostwach świata wojskowych w 1955 w Kaiserslautern. Odpadł w ćwierćfinale tej kategorii na mistrzostwach Europy w 1955 w Berlinie Zachodnim po przegranej w ćwierćfinale z Karlosem Dżanerianem ze Związku Radzieckiego.
Zdobył srebrny medal w wadze półśredniej (do 67 kg) na igrzyskach śródziemnomorskich w 1955 w Barcelonie w finale pokonał go Egipcjanin Moustafa Darwish.
Wystąpił w wadze lekkośredniej na igrzyskach olimpijskich w 1956 w Melbourne, gdzie po wygraniu jednej walki przegrał w ćwierćfinale z późniejszym srebrnym medalistą José Torresem ze Stanów Zjednoczonych i odpadł z turnieju.

## Kariera w boksie zawodowym
Przeszedł na zawodowstwo w 1957. Stoczył 24 walki, z których wygrał 20 (8 przed czasem), przegrał 3 i zremisował 1. Nie walczył o żaden istotny tytuł. Zakończył karierę w 1960.